# 아비브 코하비
아비브 코하비(히브리어: אביב כוכבי, 영어: Aviv Kohavi, 1964년 4월 23일 ~ )는 이스라엘의 전직 장군으로, 2019년 1월 15일부터 2023년 1월 16일까지 이스라엘 방위군의 제22대 참모총장을 역임했다. 중장이 되기 전에는 가자 지구 사단 사령관, 북부군 사령부 사령관, 낙하산 여단 사령관, 군사 정보국장을 역임했다.

## 어린 시절
코하비는 샤울과 리바 코하비 사이에서 태어난 세 자녀 중 한 명이었다. 그의 아버지는 가게 주인이었고 어머니는 체육 교사였다. 그의 외할아버지와 몇몇 형제들은 제2차 세계 대전 이전에 러시아에서 이스라엘로 이주했다. 그의 친할아버지의 가족은 폴란드 크라쿠프에 살았다. 그의 할아버지 로메크아브라함은 1920년대에 이스라엘로 이주했으며, 75번 고속도로의 개척자 중 한 명이자 키르야트하임의 창립자 중 한 명이었다.
그는 하이파구의 키르야트비알리크에서 자랐으며, 하마하노트 하올림 노동 시온주의 청년 운동의 일원이었다. 그는 하보님 학교와 ORT 키르야트비알리크 학교에서 공부했다.
코하비는 예루살렘 히브리 대학교에서 철학 학사 학위를, 하버드 대학교에서 행정학 석사 학위를, 존스 홉킨스 대학교에서 국제 관계 석사 학위를 받았다.

## 군사 경력
코하비는 1982년에 이스라엘 방위군(IDF)에 징집되었다. 그는 낙하산 부대에서 낙하산 부대원으로 자원하여 890대대에 배치되었다. 그는 병사와 분대장으로 복무했다. 1985년에 그는 학사장교를 마친 후 보병 장교가 되었고, 소대장으로 낙하산 부대에 복귀했다. 그의 경력 동안 코하비는 여단의 대전차 부대를 이끌었다.
1993년부터 1994년까지 그는 남레바논에서 대게릴라 작전을 수행하는 101번째 "페텐" 낙하산 대대를 이끌었다. 그 후 그는 남레바논에서 지역 여단과 예비 낙하산 여단을 지휘했다. 이후 여단의 훈련 기지를 지휘하고 여단 부사령관 겸 예비 낙하산 551 여단장을 역임했다.

## 사생활
코하비는 채식주의자이며, 결혼했으며 세 딸의 아버지이다. 그는 이스라엘 북부의 아디에 살고 있다.
코하비의 동생은 좌파 성향의 싱크탱크인 줄랏 평등인권연구소의 연구 책임자인 조하르 코하비 박사이다.